# イン・ナップ
株式会社イン・ナップ（英称：inup Co.,ltd.）は、テレビドラマ・映画・CMの企画・制作とロケハンに特化した制作や制作派遣などの業務を行う制作プロダクションである。

## 所属スタッフ
- 曵地克之（代表者／プロデューサー）
- 増子美和（制作）
- 片岡俊哉（制作）
- 鹿浜勉（制作）
- 岩澤正和（制作）

## 主な作品
★＝業務請負作品　※＝制作派遣作品

### 主なテレビドラマ

#### 連続ドラマ
設立後〜1990年代
- さよならをもう一度（フジテレビ）※
- 夏子の酒（フジテレビ、1994年1月期水曜劇場）※
- 君といた夏（フジテレビ、1994年7月期月曜21時枠）※
- 輝く季節の中で（フジテレビ、1995年4月期木曜劇場）※
- 白線流し（フジテレビ、1996年1月期木曜劇場）※
- ロングバケーション（フジテレビ、1996年4月期月曜21時枠）※
- ドク（フジテレビ、1996年10月期木曜劇場枠）※
- 踊る大捜査線（フジテレビ、1997年1月期火曜21時枠）※
- ギフト（フジテレビ、1997年4月期水曜劇場枠）※
- 智子と知子（TBSテレビ、1997年7月期木曜22時枠）
- 成田離婚（フジテレビ、1997年10月期水曜21時枠）※
- きらきらひかる（フジテレビ、1998年1月期火曜21時枠）※
- カミさんなんかこわくない（TBSテレビ、1998年4月期東芝日曜劇場枠）
- ひとりぼっちの君に（TBSテレビ、1998年7月木曜21時枠）★
- ラブとエロス（TBSテレビ、1998年7月期木曜22時枠）
- タブロイド（フジテレビ、1998年10月期水曜劇場枠）※
- PU-PU-PU-（TBSテレビ、1998年10月期金曜21時枠）
- ビューティフルライフ（TBSテレビ、1999年1月期日曜劇場）★
- セミダブル（フジテレビ、1999年4月期水曜22時枠）※
- 魔女の条件（TBSテレビ、1999年4月期木曜22時枠）★
- L×I×V×E（TBSテレビ、1999年4月期金曜21時枠）※
- 彼女たちの時代（フジテレビ、1999年7月期水曜22時枠）※
- 独身生活（TBS テレビ、1999年7月期金曜ドラマ枠）
- 美しい人（TBSテレビ、1999年10月期金曜ドラマ枠）★

2000年代
- ブランド（フジテレビ、2000年1月期木曜22時枠）※
- 恋の神様（TBSテレビ、2000年1月期金曜21時枠）★
- 太陽は沈まない（フジテレビ、2000年4月期木曜劇場枠）※
- 伝説の教師（日本テレビ、2000年4月期土曜ドラマ枠）★
- 愛をください（フジテレビ、2000年7月期水曜劇場枠）※
- Summer Snow（TBSテレビ、2000年7月期金曜21時枠)
- Friends（TBSテレビ、2000年7月期金曜ドラマ）★
- 涙をふいて（フジテレビ、2000年10月期水曜劇場枠）※
- 真夏のメリークリスマス（TBSテレビ、2000年10月期金曜22時枠）
- ラブ・レボリューション（フジテレビ、2001年4月期月曜21時枠）※
- レッツ・ゴー！永田町（日本テレビ、2001年10月期水曜22時枠）★
- QUIZ（TBSテレビ、2000年4月期金曜ドラマ枠）★
- ラブコンプレックス（フジテレビ、2000年10月期木曜劇場）※
- オヤジぃ。（TBSテレビ、2000年10月期日曜劇場）★
- ストロベリー・オンザ・ショートケーキ（TBSテレビ、2001年1月期金曜ドラマ枠）★
- 白い影（TBSテレビ、2001年1月期日曜劇場）★
- Love Story（TBSテレビ、2001年4月期日曜劇場）★
- 明日があるさ（日本テレビ・吉本興業・泉放送制作、2001年4月期）★
- 世界で一番熱い夏（TBSテレビ、2001年7月期金曜ドラマ枠）
- 恋がしたい恋がしたい恋がしたい（TBSテレビ、2001年7月期日曜劇場）★
- アンティーク ～西洋骨董洋菓子店～（フジテレビ、2001年10月期月曜21時枠）※
- ガッコの先生（TBSテレビ、2001年10月期日曜劇場）★
- 水曜日の情事（フジテレビ、2001年10月期水曜21時枠）※
- 慎吾ママ（フジテレビ、2001年）※
- ギンザの恋（日本テレビ、2002年1月期月曜22時枠）
- 空から降る一億の星（フジテレビ、2002年4月期月曜21時枠）※
- 整形美人。（フジテレビ・共同テレビ、2002年4月期火曜21時枠）※
- ウエディングプランナー SWEETデリバリー（フジテレビ、2002年4月期水曜21時枠）※
- First Love（TBSテレビ、2002年4月期水曜22時枠）★
- ビッグマネー!〜浮世の沙汰は株しだい〜（フジテレビ、2002年4月期木曜劇場）※
- 夢のカリフォルニア（TBSテレビ、2002年4月期金曜ドラマ）★
- 太陽の季節（TBSテレビ、2002年7月期日曜劇場）★
- ママの遺伝子（TBSテレビ、2002年10月期金曜ドラマ）★
- 天才柳沢教授の生活（フジテレビ、2002年10月期水曜21時枠）※
- いつもふたりで（フジテレビ、2003年1月期月曜21時枠）※
- お義母さんといっしょ（フジテレビ・FCC、2003年1月期火曜21時枠）※
- 人情とどけます〜江戸娘飛脚〜（NHK総合テレビ, NHKエンタープライズ21、2003年1-2月金曜時代劇）※
- 高校教師（TBSテレビ、2003年1月期金曜ドラマ）★
- GOOD LUCK!!（TBSテレビ、2003年1月期日曜劇場）★
- あなたの人生お運びします!（TBSテレビ、2003年4月期木曜22時枠）★
- 盲導犬クイールの一生（NHK総合テレビ, NHKエンタープライズ21、2003年6月）※
- 僕だけのマドンナ（フジテレビ、2003年7月期月曜21時枠）※
- 元カレ（TBSテレビ、2003年7月期日曜劇場）★
- 白い巨塔（フジテレビ・共同テレビ、2003年10月期/2004年1月期木曜劇場）※
- 末っ子長男姉三人（TBSテレビ、2003年10月期日曜劇場）※
- コスメの魔法（TBSテレビ, カズモ、2004年1月～2月愛の劇場）※
- FIRE BOYS 〜め組の大吾〜（フジテレビ、2004年1月期火曜21時枠）※
- エースをねらえ!（テレビ朝日・共同テレビ、2004年1月期木曜21時枠）※
- オレンジデイズ（TBSテレビ、2004年4月期日曜劇場）★
- 愛し君へ（フジテレビ、2004年4月期月曜21時枠）※
- 人間の証明（フジテレビ、2004年7月期木曜劇場）※
- バツ彼（TBSテレビ、2004年7月期木曜22時枠）★
- 愛情イッポン！（日本テレビ、2004年7月期土曜21時枠）
- 逃亡者 RUNAWAY（TBSテレビ、2004年7月期日曜劇場）※
- Mの悲劇（TBSテレビ、2005年1月期日曜劇場枠）★
- エンジン（フジテレビ, 共同テレビ、2005年4月期）※
- 恋におちたら〜僕の成功の秘密〜（フジテレビ、2005年4月期）※
- 海猿（フジテレビ, 共同テレビ, ROBOT、2005年）※
- 電車男（フジテレビ、2005年）※
- ブラザー☆ビート（TBSテレビ、2005年）★
- 今夜ひとりのベッドで（TBSテレビ、2005年）★
- 1リットルの涙（フジテレビ、2005年10月期水曜21時枠）★
- 救命病棟24時（フジテレビ、2005年）※
- おいしいプロポーズ（TBSテレビ、2006年4月期）★
- マイボス☆マイヒーロー（日本テレビ、2006年7月期土曜ドラマ枠）★
- だめんず・うぉ～か～（テレビ朝日、2006年10月期木曜21時枠）★
- 医龍-Team Medical Dragon-（フジテレビ、2006年）※
- エラいところに嫁いでしまった!（テレビ朝日、2007年1月期木曜21時枠）★
- 東京タワー（フジテレビ、2007年）※
- 孤独の賭け〜愛しき人よ〜（TBSテレビ、2007年4月期木曜22時枠）★
- 牛に願いを Love&Farm（関西テレビ、2007年7月期火曜22時枠）※
- 肩越しの恋人（TBSテレビ, ドリマックス・テレビジョン、2007年7月期木曜22時枠）★
- ガリレオ（フジテレビ、2007年10月期月曜9時枠）※
- MOP GIRL（テレビ朝日、2007年10月期金曜23時枠）★
- ロス:タイム:ライフ（フジテレビ、2008年1月期土曜23時枠）★
- 1ポンドの福音（日本テレビ、2008年1月期土曜21時枠）※
- パズル（ABC朝日放送, テレビ朝日, 泉放送制作、2008年4月期金曜21時枠）★
- コード・ブルー -ドクターヘリ緊急救命-（フジテレビ、2008年7月期木曜22時枠）★
- 小児救命（テレビ朝日、2008年10月期木曜21時枠）★
- SCANDAL（TBSテレビ、2008年10月期日曜21時枠）★
- ありふれた奇跡（フジテレビ、2009年1月期木曜劇場時枠）※
- 歌のおにいさん（テレビ朝日, 泉放送制作、2009年1月期金曜23時枠）★
- 銭ゲバ（日本テレビ、2009年1月期土曜21時枠）※
- 本日も晴れ。異状なし（TBSテレビ、2009年1月期日曜21時枠）※
- アタシんちの男子（フジテレビ, 共同テレビ、2009年4月期火曜21時枠）★
- コールセンターの恋人（ABC朝日放送, テレビ朝日, 泉放送制作、2009年7月期金曜21時枠）★
- こちら葛飾区亀有公園前派出所（TBSテレビ、2009年8月-9月土曜20時枠）★
- オトメン（乙男）（フジテレビ、2009年8月-11月土曜23時枠）★
- ニュース速報は流れた（フジテレビNEXT、2009年11月隔週）★

2010年代
- コード・ブルー -ドクターヘリ緊急救命- 2nd Season（フジテレビ、2010年1月期月曜21時枠）★
- 特上カバチ!!（TBSテレビ、2010年1月期日曜21時枠）★
- ホタルノヒカリ2（日本テレビ, オフィスクレッシェンド、2010年7月期水曜21枠）※
- GOLD（フジテレビ、2010年7月期木曜劇場枠）★
- 警視庁継続捜査班（テレビ朝日、2010年7月期木曜ドラマ枠）
- ジョーカー 許されざる捜査官（フジテレビ, 共同テレビ、2010年7月期火曜21時枠）※
- 警視庁継続捜査班（テレビ朝日, 泉放送制作、2010年7月期木曜ドラマ）★
- ギルティ 悪魔と契約した女（フジテレビ、2010年10月期火曜22時枠）※
- 黄金の豚 -会計検査庁 特別捜査課-（日本テレビ、2010年10月期水曜ドラマ枠）
- 大切なことはすべて君が教えてくれた（フジテレビ、2011年1月期金曜21時枠）★
- バーテンダー（テレビ朝日、2011年1月期金曜深夜枠）★
- 全開ガール（フジテレビ、2011年7月期月曜21時枠）★
- 11人もいる（テレビ朝日, 泉放送制作、2011年10月期金曜ドラマ）★
- リッチマン、プアウーマン（フジテレビ、2012年7月期金曜21時枠）★
- 主に泣いています。（フジテレビ、2012年7月期土曜23時枠）★
- いつか陽のあたる場所で（NHK、2013年1月期火曜22時枠）★
- 結婚しない（フジテレビ、2012年10月期木曜22時枠）★
- ラストシンデレラ（フジテレビ、2013年4月期木曜22時枠）★
- SUMMER NUDE（フジテレビ、2013年7月期月曜21時枠）★
- Oh,My Dad!!（フジテレビ、2013年7月期木曜22時枠）★
- 天誅～闇の仕置人～（フジテレビ、2014年1月期金曜20時枠）★
- 僕のいた時間（フジテレビ、2014年1月期水曜22時枠）★
- 夜のせんせい（TBSテレビ、2014年1月期金曜22時枠）★
- 家族狩り（TBSテレビ、2014年7月期金曜ドラマ枠）※
- 水球ヤンキース（フジテレビ、2014年7月期土ドラ枠）※
- 信長協奏曲（フジテレビ、2014年10月期月曜21時枠）★
- ディア・シスター（フジテレビ、2014年10月期木曜22時枠）★
- ママとパパが生きる理由。（TBSテレビ、2014年11月期木曜ドラマ劇場枠）
- まっしろ（TBSテレビ、2015年1月期火曜22時枠）★
- 医師たちの恋愛事情（フジテレビ、2015年4月期木曜22時枠）★
- 探偵の探偵（フジテレビ、2015年7月期木曜22時枠）★
- ブスと野獣（フジテレビ、2015年8月期土曜23時枠）★
- オトナ女子（フジテレビ、2015年10月期木曜22時枠）★
- クロスロード（NHK BSプレミアム、2016年2月期木曜21時枠）★
- 営業部長 吉良奈津子（フジテレビ、2016年7月期木曜22時枠）★
- 弱虫ペダル（BSスカパー！、2016年8月期金曜21時枠）★
- カインとアベル（フジテレビ、2016年10月期月曜21時枠）★
- 昨夜のカレー、明日のパン（NHK BSプレミアム、2016年10月期日曜22時枠）★
- 感情8号線（フジテレビTWO、2017年1月期日曜23時枠）★
- コード・ブルー -ドクターヘリ緊急救命- THE THIRD SEASON（フジテレビ、2017年7月期月曜21時枠）★
- セシルのもくろみ（フジテレビ、2017年7月期木曜22時枠）★
- Love or Not（FOD×dTV、2017年7月期木曜深夜枠）★
- 弱虫ペダルSeason2（BSスカパー！、2017年8月期金曜21時枠）★
- オーファン・ブラック ～七つの遺伝子～（フジテレビ、2017年12月期土ドラ枠）★
- ザ・ブラックカンパニー（フジテレビTWO、2018年2月期日曜深夜枠）★
- コンフィデンスマンJP（フジテレビ、2018年4月期月曜21時枠）※
- ヘッドハンター（テレビ東京、2018年4月期月曜22時枠）※
- モンテ・クリスト伯 -華麗なる復讐-（フジテレビ、2018年4月期木曜22時枠）★
- 彼氏をローンで買いました（FOD×dTV、2018年8月期金曜深夜枠）★
- SUITS/スーツ（フジテレビ、2018年10月期月曜21時枠）※
- Love or Not 2（FOD×dTV、2018年10月期金曜深夜枠）★
- ハラスメントゲーム（テレビ東京、2018年10月期月曜22時枠）★
- 黄昏流星群（フジテレビ、2018年10月期木曜22時枠）※

#### 単発ドラマ
2000年代
- フジテレビヤングシナリオ大賞 ほたるのゆき（フジテレビ、2000年）※
- 百年の物語（TBSテレビ、2000年8月）
- 温かなお皿（関西テレビ・ホリプロ、2001年）※
- 恋人はスナイパー（テレビ朝日、2001年）
- 白線流し 旅立ちの詩（フジテレビ、2001年）※
- 夫婦漫才（TBSテレビ、2001年、12月）★
- スチュワーデス刑事（フジテレビ、2001年1月金曜エンタテイメント）※
- 愛と青春の宝塚（フジテレビ・共同テレビ、2002年正月）※
- 女子マネージャー金子かおる 哀しき事件簿1（2002年2月金曜エンタテイメント）※
- 実録 福田和子（フジテレビ・共同テレビ、2002年7月金曜エンタテイメント）
- 黒い十人の女（フジテレビ、2002年）※
- フライングボーイズ（関西テレビ・吉本興業・泉放送制作、2002年10月）
- 流転の王妃・最後の皇弟（テレビ朝日、2003年11月）
- 27歳の夏休み（TBSテレビ、2005年6月）
- Happy,Happy2（TBSテレビ、2006年）
- 少しは、恩返しできたかな（TBS、2006年）★
- 氷点（テレビ朝日、2006年）
- ヘレンときよしの物語（日本テレビ、2006年）
- 悪魔が来りて笛を吹く（フジテレビ、2006年）※
- 遥かなる約束 ～50年の時を超えた運命の愛～（フジテレビ、2006年）※
- 金曜ドラマ・笑える恋はしたくない（TBSテレビ、2006年12月）★
- マラソン（TBSテレビ、2007年）★
- 千の風になって ドラマスペシャル はだしのゲン（フジテレビ、2007年）※
- 鹿鳴館（テレビ朝日、2007年）
- 千の風になって ドラマスペシャル 実録ドラマ 死ぬんじゃない!〜宮本警部が遺したもの〜（フジテレビ・安寿、2008年）★
- 男装の麗人〜川島芳子の生涯〜（テレビ朝日、2008年）※
- the波乗りレストラン（日本テレビ、2008年）
- 金田一耕助シリーズ・悪魔の手毬唄（フジテレビ、2009年）※
- コード・ブルー スペシャル（フジテレビ、2009年）★
- 松本清張生誕100周年記念スペシャルドラマ 疑惑（テレビ朝日、2009年）
- DOOR TO DOOR（TBSテレビ、2009年3月）★
- 踊る大ソウル線（フジテレビ、2009年9月）※
- 椿山課長の七日間（テレビ朝日・ホリプロ、2009年12月）

##### 2010年代
- 熱中時代（日本テレビ2010年）★
- 臨月の娘（テレビ朝日・泉放送制作、2010年2月）★
- Oh!デビー（フジテレビ、スカパー2011年）★
- ニュース速報は流れた（フジテレビ、2010年）★
- ブラックボード（TBS、2012年）★
- 女医・倉石祥子 シリーズ（フジテレビ、2012年）
- 松本清張 顔（フジテレビ、2013年）★
- いつか陽のあたる場所でスペシャル（NHK、2014年）★
- フジテレビヤングシナリオ大賞 隣のレジの梅木さん（フジテレビ、2014年）★
- 富士ファミリー（NHK、2016年）★
- 一年半待て（フジテレビ、2016年）★
- ストレンジャー（テレビ朝日、2016年）★
- 五年目のひとり（テレビ朝日、2016年）★
- 富士ファミリー2017（NHK、2017年）★
- 女の勲章（フジテレビ、2017年）★
- 君に捧げるエンブレム（フジテレビ、2017年）★
- 娘の結婚（テレビ東京、2018年新春ドラマスペシャル）※
- 木皿泉劇場 道草（NHK BSプレミアム、2018年）★
- 世にも奇妙な物語 ‘18 春の特別編（フジテレビ・共同テレビ、2018年）★
- 新・浅見光彦シリーズ（TBSテレビ、2018年）★

### 映画
- 踊る大捜査線 THE MOVIE（1998年）
- ケイゾク（2000年）
- 明日があるさ THE MOVIE（2002年）
- 踊る大捜査線 THE MOVIE 2（2003年）
- 海猿（2004年）
- 歌舞伎町案内人（2004年）
- 交渉人 真下正義（2005年）
- 手紙（2006年）
- 余命（2009年）
- 踊る大捜査線 THE MOVIE 3（2010年）
- SP THE MOTION PICTURE 野望篇（2010年）
- SP THE MOTION PICTURE 革命篇（2011年）
- こちら葛飾区亀有公園前派出所（2011年）
- 踊る大捜査線 THE FINAL（2012年）
- すべては君に逢えたから（2013年）
- 信長協奏曲（2016年）
- 追憶（2017年）
- 劇場版 コード・ブルー -ドクターヘリ緊急救命-（2018年）
- 食べる女（2018年）
- 海の沈黙（2024年）

### 海外映画
- A Journey,Through time,with Anthony
- 追補 MANHUNT